# الحدادة (بباهسة السبيعات)
الحدادة هو دُوَّار يقع بجماعة السبيعات، إقليم اليوسفية، جهة مراكش آسفي في المملكة المغربية. ينتمي الدوّار لمشيخة بياهسة السبيعات التي تضم 31 دوار. يقدر عدد سكانه بـ 527 نسمة حسب الإحصاء الرسمي للسكان والسكنى لسنة 2004.

## روابط خارجية
- البوابة الوطنية للجماعات الترابية
- المندوبية السامية للتخطيط